# Гонзага, Алоизий
Алоизий Гонзага (итал. Luigi Gonzaga, 9 марта 1568, Кастильоне-делле-Стивьере, Италия — 21 июня 1591, Рим, Италия) — святой Католической церкви, монах из монашеского ордена иезуитов, покровитель молодёжи и студентов. Святой Римско-Католической Церкви.

## Биография
Алоизий Гонзага родился в аристократической семье, принадлежавшей к древнему княжескому роду Гонзага. Был пажом при дворе испанского короля Филиппа II в Мадриде, Испания. Большое значение на его духовную жизнь оказал святой Карл Борромео. Вопреки воле своей семьи, поступил в новициат монашеского ордена иезуитов, где он некоторое время пребывал под духовным наставничеством святого Роберта Беллармина. В 1587 году принял монашеские обеты. В 1590 году завершил богословское образование. В 1591 году умер, оказывая помощь больным во время эпидемии чумы в Риме.

## Прославление

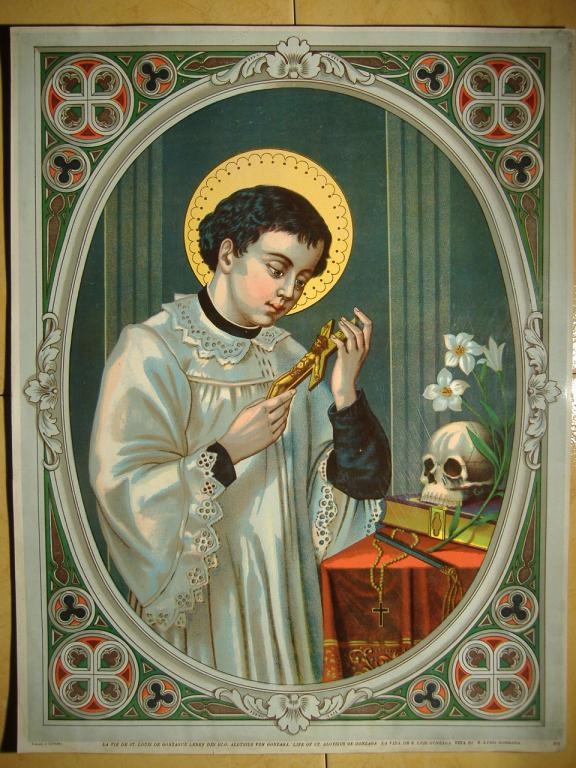
Святой Алоизий Гонзага

В 1605 году Алоизий Гонзага был причислен к лику блаженных, в 1726 году папа Бенедикт XIII причислил его к лику святых.
В иконографии изображается в иезуитском хабите и в белой комже с широкими рукавами.
День памяти — 21 июня.